# Hôtel Bréart de Boisanger
Pour les articles homonymes, voir Bréart.
L’hôtel Bréart de Boisanger est un hôtel particulier du XVIIe siècle situé à Quimperlé, dans le département du Finistère.

## Situation
L’hôtel se trouve au numéro 27 de la rue Brémond d'Ars.

## Histoire
L'hôtel fut construit au XVIIe siècle pour la famille Bréart de Boisanger.